# Martin Esslin
Martin Julius Esslin (Budapeste, Hungria, 6 de junho de 1918, Londres, Inglaterra, 24 de fevereiro de 2002) foi um  produtor, argumentista, jornalista, adaptador, tradutor, crítico, acadêmico e erudito professor de arte dramática, mais conhecido por ter cunhado o termo "Teatro do Absurdo" no seu trabalho hômonimo, de 1962. Foi eleito, segundo John Carter, "o texto teatral mais influente dos anos 1960".

## Biografia
Esslin cunhou o conceito de "Teatro do Absurdo" para descrever um grupo de dramaturgos não-naturalistas, que dramatizaram a natureza estranha e sem sentido da vida, onde não há certezas ou finalidades. De acordo com Esslin, "o declínio da crença religiosa privou o homem das certezas. Quando não é mais possível aceitar completos sistemas fechados de valores e revelações do propósito divino, a vida deve ser encarada como em sua realidade última e absoluta. 
Esslin viveu e cresceu em Viena e foi influenciado pelo seminário que o diretor alemão Max Reinhardt ministrou em 1928 sobre a arte dramática. De ascendência judaica, Esslin deixa Viena em 1938 após a anexação desta por Hitler em 1938 e vai vivem em Londres, indo trabalhar na BBC, onde foi chefe do Rádio Drama, entre 1963 e 1977. Depois de deixar a BBC trabalha como professor na Florida State University e depois na Universidade de Stanford. Ele dirigiu também muitas obras traduzidas e adaptadas a partir do original alemão, entre elas as peças de Wolfgang Bauer (entre 1967 e 1990).

## Publicações
português
- O Teatro do Absurdo. Rio de Janeiro: Zahar, 1978, tradução Barbara Heliodora, prefácio Paulo Francis.
- Uma Anatomia do Drama. Rio de Janeiro: Zahar, 1978, tradução Barbara Heliodora.
- Artaud. São Paulo: Ed. Cultrix, 1978, tradução James Amado.
- Brecht: dos males, o menor: um estudo crítico do homem, suas obras e suas opiniões. Rio de Janeiro: Zahar, 1979, tradução de Barbara Heliodora.

inglês
- Absurd Drama
- Absurd Drama (Introduction)
- An Anatomy of Drama (1965)
- Artaud (1976)
- Artaud  and The Age of Television (1981)
- Brecht : Das Paradox des politischen Dichters - dtv(-Taschenbücher)
- Brecht: A Choice of Evils (1959)
- Brecht: The Man and His Work
- Brief Chronicles: Essays on Modern Theatre
- Espedair Street Special (Abacus Books)
- Harold Pinter
- Illustrated Encyclopaedia of World Theatre
- Mediations: Essays on Brecht, Beckett, and the Media
- Peopled Wound: Plays of Harold Pinter. Methuen young books; First Edition (1970)
- Pinter the Playwright (Modern theatre profile) (Plays and Playwrights)
- Pinter: A Study of His Plays
- Reflections: Essays on Modern Theatre
- Samuel Beckett: A Collection of Critical Essays (Editor)
- Shakespeare, Our Contemporary (Introduction, some editions)
- The Absurdity of the Absurd (Interpreting Literature - 5th Edition)
- The age of television
- The Anatomy of Drama (1965)
- The Encyclopedia of World Theater:
- The Field of Drama: How the Signs of Drama Create Meaning on Stage and…
- The Genius of the German Theatre
- The Language of Drama; Drama as a Language
- The New Theatre of Europe: An Anthology (4 Volumes)
- THE PEOPLED WOUND: THE WORK OF HAROLD PINTER
- The Peopled Wound: The Work of Harold Pinter (1970)
- Theatre of the Absurd - A history and analysis of this dramatic movement, which includes the work of such dramatists as Beckett, Ionesco, Genet and Pinter (1961).
- Theatre of the Absurd: Essential Reading List - A must-read list for anyone interested in absurdist theatre.
- Three Plays of the Absurd